# Мелюшино (Вологодская область)
Мелюшино — деревня в Кирилловском районе Вологодской области.
Входит в состав Ферапонтовского сельского поселения, с точки зрения административно-территориального деления — в Ферапонтовский сельсовет.
Расстояние по автодороге до районного центра Кириллова — 37,5 км, до центра муниципального образования Ферапонтово — 15,5 км. Ближайшие населённые пункты — Сажинская, Федотово, Борисовская.
По данным переписи в 2002 году постоянного населения не было.